# Automolis flaviceps
Automolis flaviceps là một loài bướm đêm thuộc phân họ Arctiinae, họ Erebidae.